# Castigo divino (novela)
Castigo divino  es la tercera novela del escritor nicaragüense - español Sergio Ramírez. Su primera edición fue presentada en 1988 y está basada en un hecho real ocurrido a principio de los años treinta en León, ciudad de Nicaragua. El autor relata con esta obra una historia criminal y a la vez realiza una radiografía de la sociedad nicaragüense de la época. La pasión, el dinero, el sexo, los chismes, la intriga política y la corrupción judicial confluyen en esta historia. Desde su publicación ha sido traducida al alemán, holandés, francés, ruso e inglés. 
En el momento de su publicación, el escritor mexicano Carlos Fuentes declaró que con Castigo divino ''Ramírez ha escrito la gran novela de Centroamérica, la novela que hacía falta para llegar a la intimidad de sus gentes, para viajar a la frontera misma entre sus tradiciones persistentes y sus posibilidades de renovación". 
En 1990 fue reconocida con el Premio Dashiell Hammett, otorgado por la Asociación Internacional de Escritores Policíacos que distingue a la mejor novela de este género escrita en castellano. Un año después RTI realizó una adaptación en formato miniserie para la televisión colombiana, dirigida por Jorge Alí Triana con guion de Carlos José Reyes. Su edición en inglés Divine punishment fue galardonada con el Independent Press Award en la categoría World Literature en 2017. 

## Argumento
Corre el año 1933 y un múltiple asesinato por envenenamiento tiene lugar en León. Martha, la esposa del joven Oliverio Castañeda, estudiante de derecho, muere repentinamente. La familia de don Carmen Contreras invita a Oliverio a vivir con ellos, y pocos meses después mueren Matilde, la hija mayor, y luego el propio don Carmen. Surgen las sospechas sobre sus muertes y se murmura por todo León que el joven Oliverio podría estar involucrado en ellas. 
Pero eso no es todo: el dictador guatemalteco Jorge Ubico entrará en escena con dedo acusador. ¿Es posible llegar a la verdad en una investigación criminal? Mariano Fiallos, inexperto Juez del Distrito para lo Criminal con un impecable sentido de la justicia, deberá intentar que ésta prevalezca ante una enmarañada madeja de venganzas políticas, prejuicios sociales, amenazas e intereses económicos.

## Técnica narrativa y lenguajes
La obra que está basada en hechos reales, cuenta con un depurado discurso narrativo que incluye cartas, documentos legales, deposiciones jurídicas, testimonios, declaraciones y artículos periodísticos.
La novela se construye a modo de expediente del caso, combinando registros diversos y divergentes, propios de la industria cultural y de discursos «no literarios», como se evidencia sin problemas con un simple repaso de los títulos de las partes y capítulos del texto. La jerga legal se hace presente en los títulos de las cuatro partes de la novela (...), mientras que el nombre mismo de la obra, Castigo divino, alude al cine estadounidense, central en la cultura de masas contemporánea, puesto que es tomado de una película con fecha de 1932, protagonizada por Charles Laughton y Maureen O'Sullivan y dirigida por Lothar Mendes, que trata de un envenenador que muere en la silla eléctrica sin habérsele comprobado sus crímenes (argumento que servirá de matriz de opinión para los habitantes de León, ciudad nicaragüense en la que se desarrolla la trama). 
En Lenguajes en «Castigo divino» de Sergio Ramírez (1999), la crítica literaria, narradora e historiadora Isolda Rodríguez Rosales analiza que el autor juega con lenguajes «que se iluminan unos a otros». Es el uso del lenguaje, son las voces el elemento medular de esta obra, por lo que su análisis en este trabajo, se centrará básicamente en ese aspecto.
En Castigo divino, el autor hace una cuidadosa amalgama reconstruyendo, el lenguaje de los años treinta, en sus diversos niveles o variantes idiomáticas (...) nos permite conocer las diferentes clases sociales de ese pueblo, porque cada lenguaje refleja la diferencias de clase de esta pequeña ciudad provinciana que puede ser cualquier otro pueblo de Nicaragua o Centroamérica (...). De acuerdo con la naturaleza del relato, el autor adopta una perspectiva del narrador que está fuera de los acontecimientos. Esto es, se limita a referir los hechos en forma «objetiva». Se aprecia un distanciamiento entre la historia y la posición del que narra. Este es el clásico relato en tercera persona. Especialmente en los alegatos jurídicos, el narrador mantiene una neutralidad absoluta. Es sabido que este recurso -usado frecuentemente en la novela realista- se emplea para imprimirle mayor objetividad y verosimilitud al relato. El autor no emite juicios, opiniones y logra imprimirle imparcialidad, credibilidad a lo narrado. Pero ya casi al final del relato, asume una participación, no protagónica, sino más bien el papel de testigo presencial de los hechos. El narrador se sitúa dentro del relato (homodiegético) y habla de sí mismo en primera persona. 

## Creación
La redacción de esta novela se dio durante su segundo mandado como vicepresidente de Nicaragua en la década de los ochenta. En diversas entrevistas ha comentado que su horario de escritura iniciaba a las cuatro de la madrugada y duraba tres horas. De forma que dedicaba la madrugada para el oficio literario y el día para las responsabilidades públicas. Según ha explicado el mismo autor, para la composición de esta novela desarrolló primero un fichero cronológico de los sucesos, seguido de otro de los personajes.
Tuve que realizar una especie de pesquisa policíaca movido por mi intención de adivinar o tratar de entender las pruebas, que los jueces de entonces no fueron capaces de descubrir» y agrega «hice una disección (de la historia) y empecé a darle una estructura. A ello añadí las crónicas periodísticas de la época, de esa manera pude acercarme mejor a la visión de la gente de la época, fijar sus fetiches y lograr establecer la base para la metodología del lenguaje empleado. 